# Daigodži
Daigodži (japonsky 醍醐寺) je buddhistický chrám sekty šingon ve čtvrti Fušimi v Kjótu v Japonsku. Mnich Rigen-daiši (Šóbó) založil chrám v roce 874. O více než sedm století později zde Tojotomi Hidejoši pořádal slavnou slavnost sakur.
Několik budov, včetně kondó a pětipatrové pagody, je japonskými národními poklady. Od roku 1994 je Daigodži, společně s dalšími památkami v okolí Kjóta, zapsán na Seznam světového dědictví UNESCO pod názvem „Památky na starobylé Kjóto“.